# Ruige haarmuts
Ruige haarmuts (Orthotrichum speciosum) is een soort uit het geslacht haarmuts (Orthotrichum).

## Determinatie
De plant heeft bladeren van 0,8–5 cm lang, die losjes rechtop staan en licht gekronkeld of gebogen zijn wanneer ze droog zijn. De bladeren zijn lancetvormig tot smal-lancetvormig, met hele, omgerolde randen en een spits of smal puntig uiteinde. De cellen aan de basis van het blad zijn langwerpig met dikke wanden, terwijl de cellen aan de top kleiner zijn, en bedekt zijn met één tot drie kegelvormige of tweespletige papillen per cel. De plant heeft geen gespecialiseerde aseksuele voortplanting en is gonioautoïsche wat betreft seksuele voortplanting. De seta (steel) is 1–3 mm lang en de sporenkapsel steekt uit tot zelden tevoorschijn, cilindrisch tot ovatie-cilindrisch wanneer volgroeid, met lichte ribbels en superficiale stomata. Het heeft een dubbel peristoom, met acht afzonderlijke, teruggebogen, puntige, grof papillose exostome tanden en acht goed ontwikkelde, dikke, ruwe endostome segmenten. De calyptra (huikje) is kegelvormig-langwerpig en glad, bedekt met fijn papillose haren. De sporen zijn 13-26 µm groot.

## Ecologie
Ruige haarmuts groeit vooral op bomen met een rijke schors in beschutte bossen. 

### Syntaxonomie
In de syntaxonomie staat ruige haarmuts te boek als kensoort voor de boomsterretje-associatie.

## Verspreiding
In Nederland komt ruige haarmuts vrij algemeen voor. Hij staat niet op de rode lijst en is niet bedreigd. De soort was in de 19de eeuw vrij vaak verzameld in Midden-Nederland, maar leek na 1853 verdwenen. Na een eerste nieuwe vondst in 1983, wordt de soort nu weer bij veel inventarisaties gevonden, hoewel meestal in kleine hoeveelheden. De soort zal zeker geprofiteerd hebben van de verminderde luchtverontreiniging. De toename lijkt het sterkst te zijn in het zuiden van het land.

## Fotogalerij

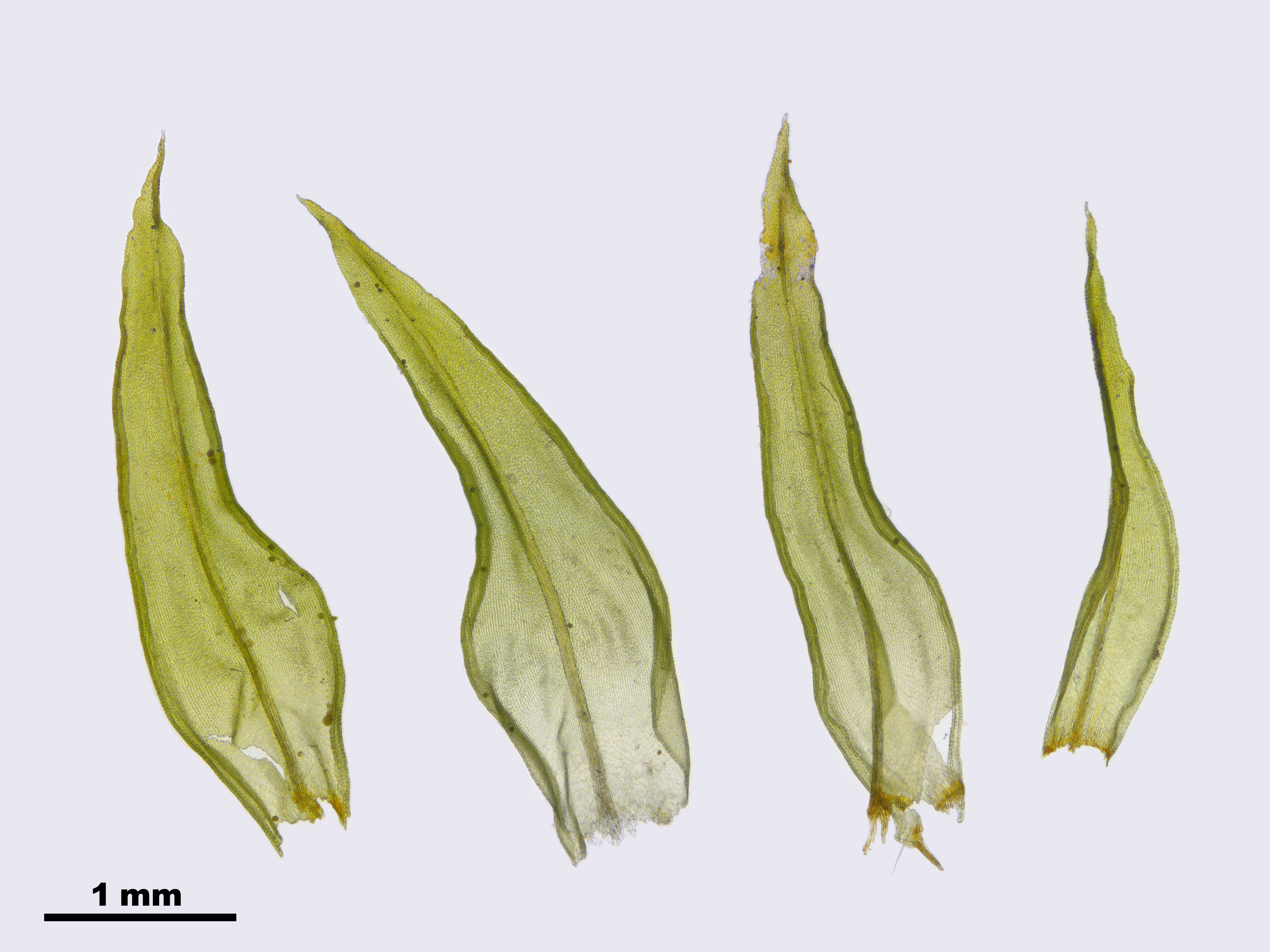
Bladeren
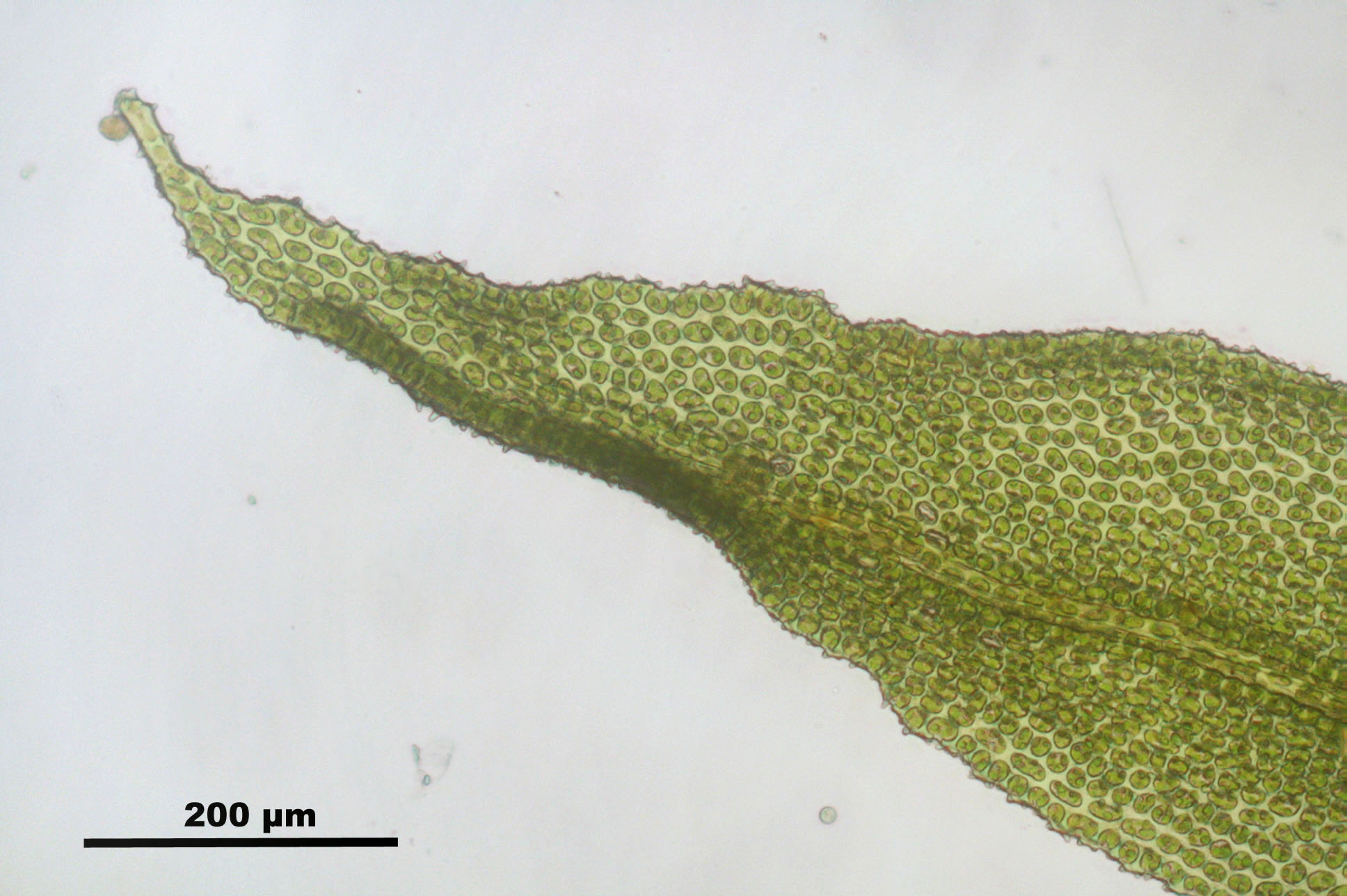
Bladtop
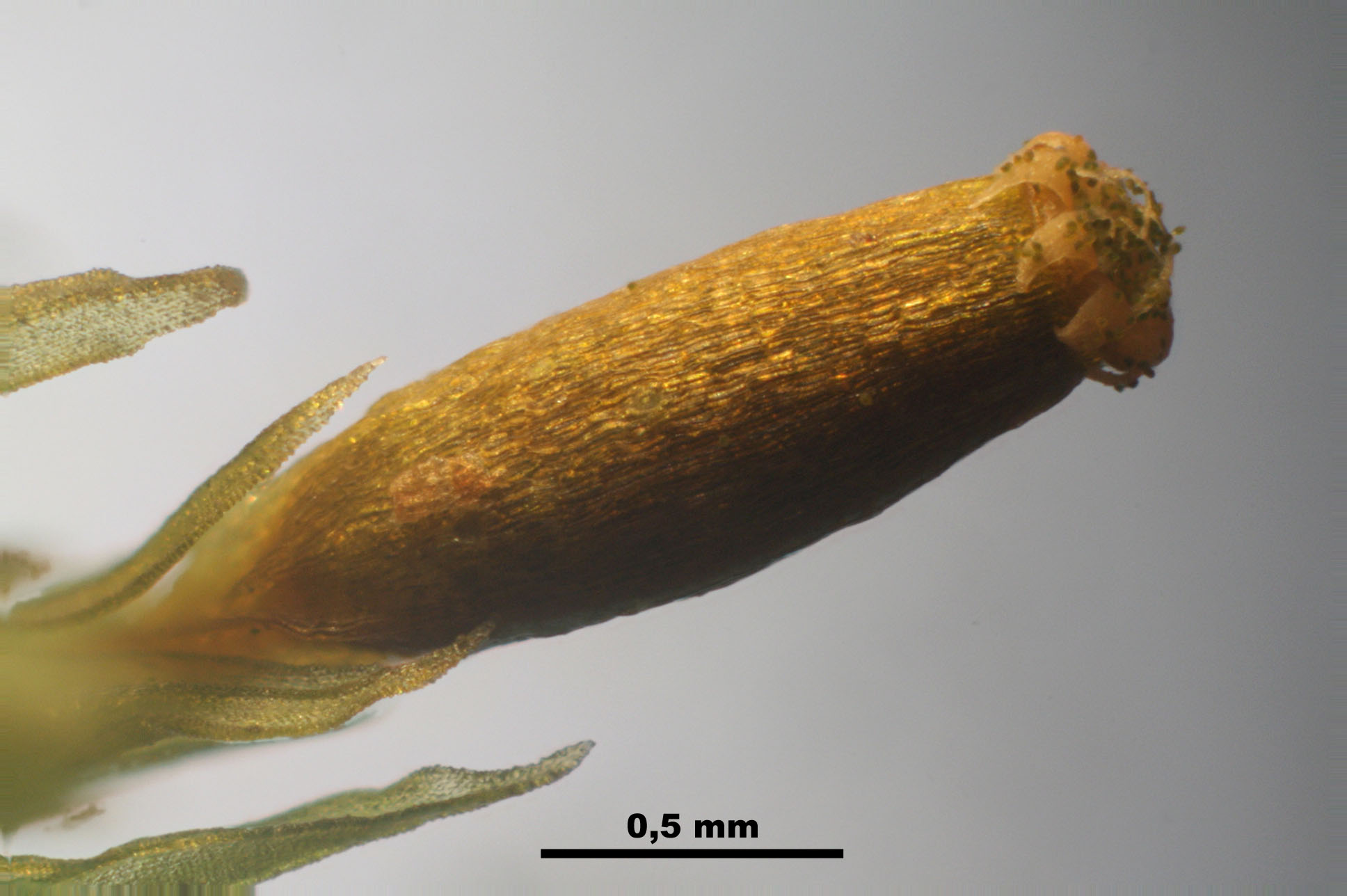
Sporenkapsel
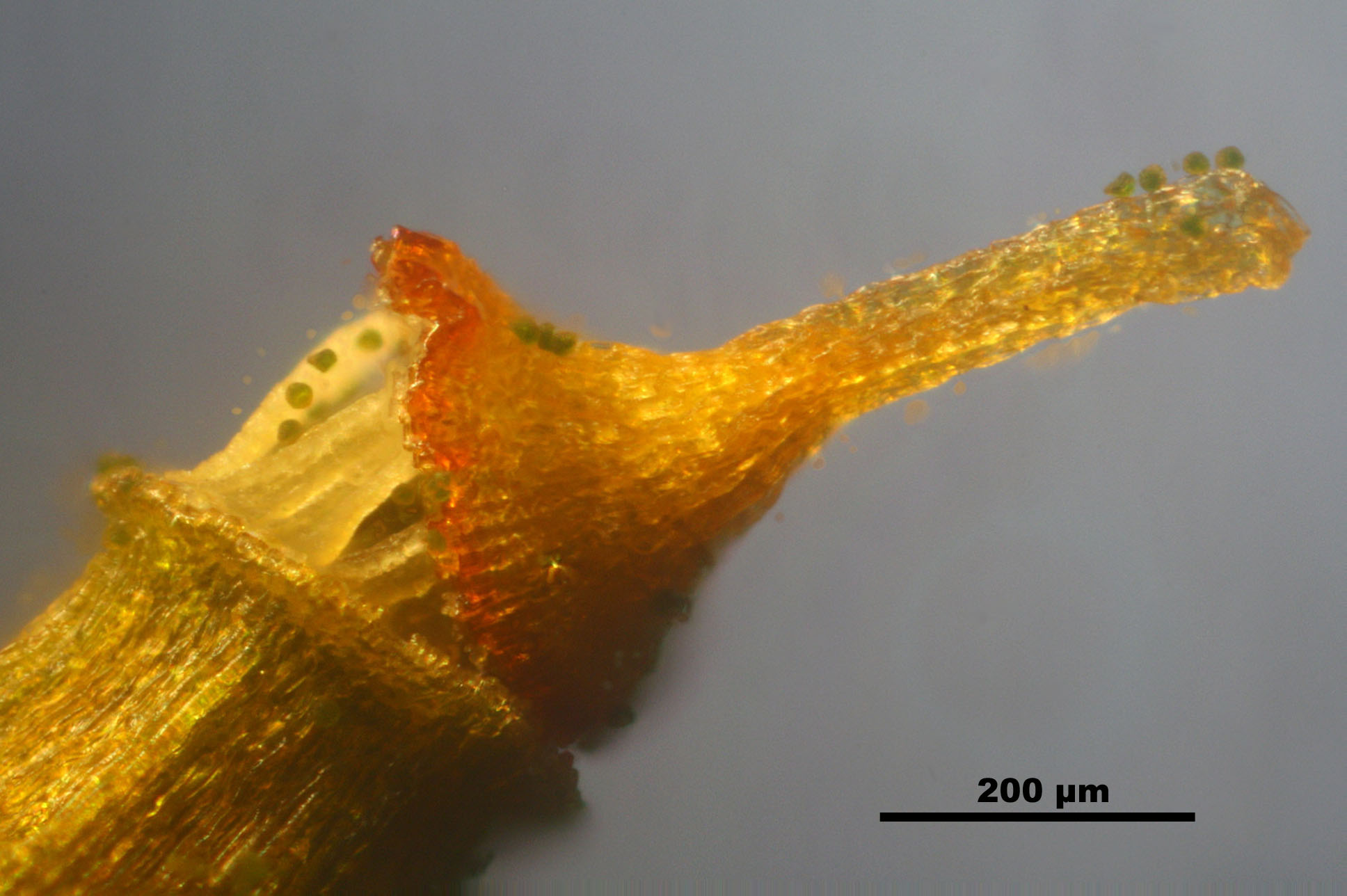
Sporenkapsel met deksel
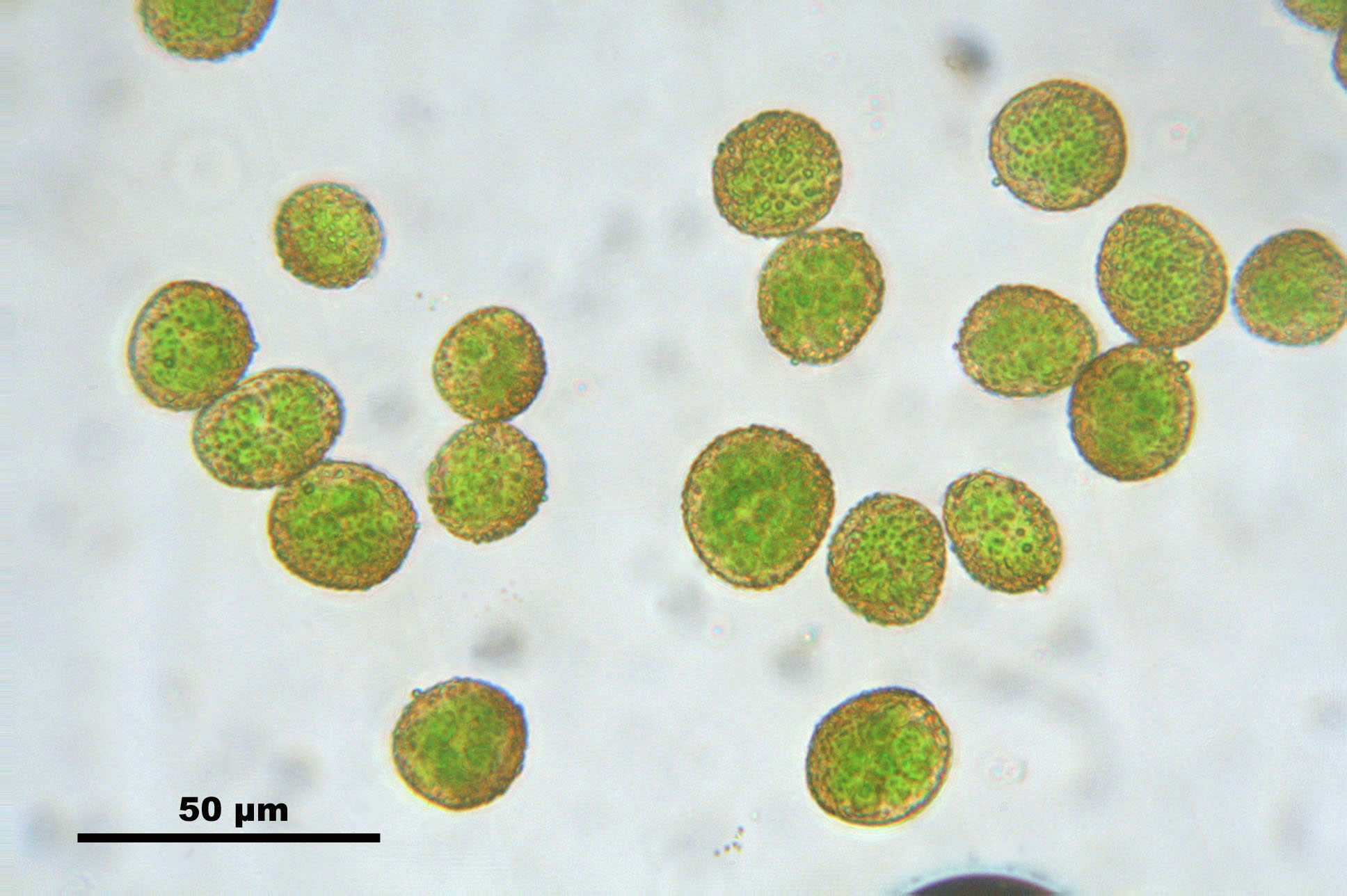
Sporen